# Cravencères
Cravencères är en kommun i departementet Gers i regionen Occitanien i sydvästra Frankrike. Kommunen ligger i kantonen Nogaro som tillhör arrondissementet Condom. År 2022 hade Cravencères 93 invånare.

## Befolkningsutveckling
Antalet invånare i kommunen Cravencères
Referens:INSEE